# 도미나리 신지
도미나리 신지(일본어: 冨成 慎司, 1987년 2월 22일 ~ )는 일본의 전 축구 선수이다.

## 구단 경력
그는 2009년부터 2019년까지 J리그의 FC 기후, 가고시마 유나이티드 FC에서 활동하였다.